# Ockupationen av Japan

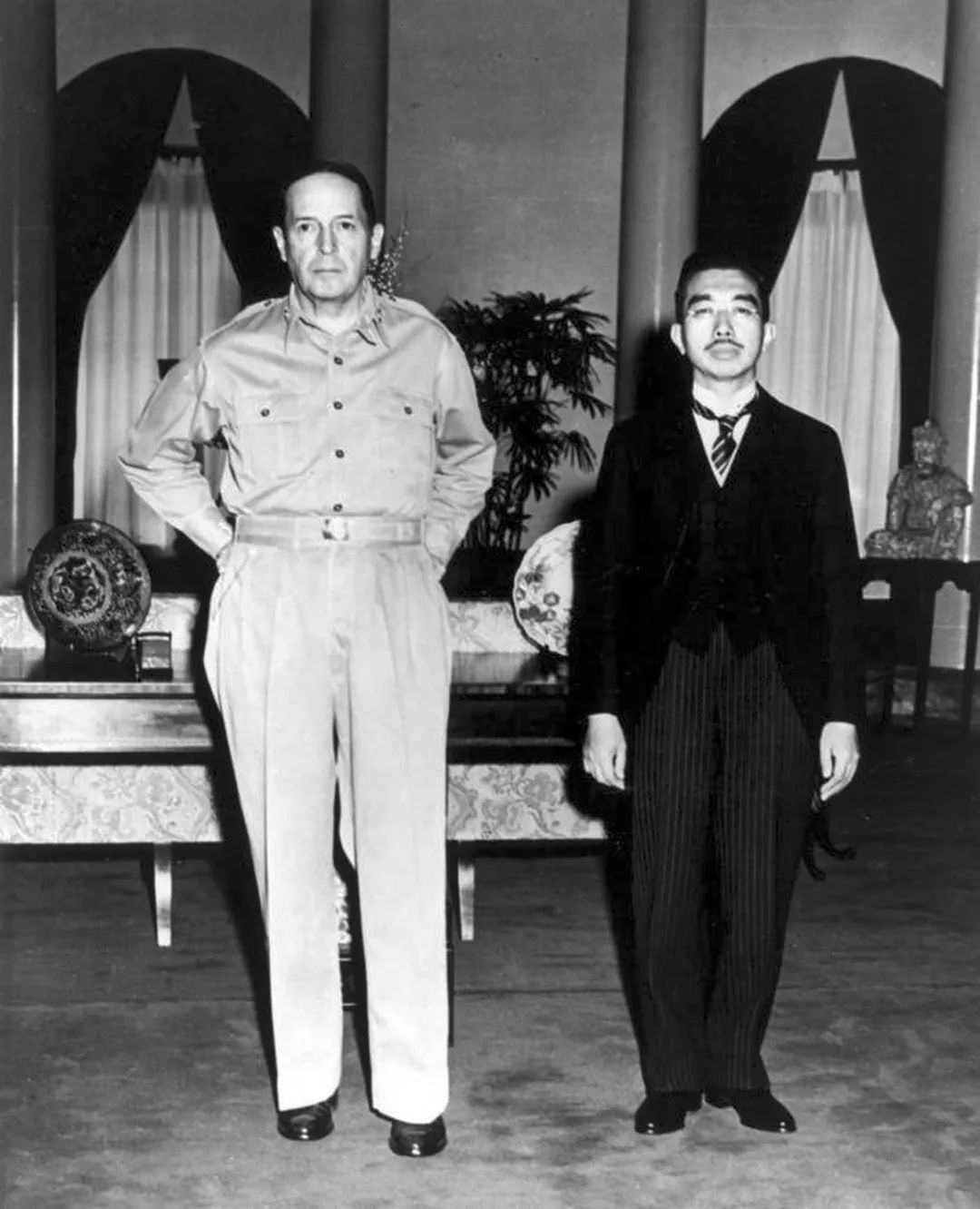
General Douglas MacArthur och Japans kejsare Hirohito den 27 september 1945.

Ockupationen av Japan ägde rum då de allierade ockuperade Japan från andra världskrigets slut och Japans nederlag den 2 september 1945 fram till att San Francisco-fördraget trädde i kraft den 28 april 1952. Ockupationen leddes av USA:s militär med stöd från det brittiska samväldet under överinseende av Fjärran Östern-kommissionen, och omfattade en styrka på nästan en miljon allierade soldater. Ockupationen låg under överinseende av den amerikanska generalen Douglas MacArthur, som hade utnämnts till överbefälhavare av president Harry S. Truman; MacArthur efterträddes som överbefälhavare av general Matthew Ridgway 1951. Till skillnad från ockupationen av Tyskland och ockupationen av Österrike, hade Sovjetunionen mycket lite inflytande över ockupationen av Japan, då Sovjet valt att inte medverka eftersom det hade inneburit att sovjetiska styrkor tvingats tjänstgöra under MacArthur. Detta var första gången i Japans historia som landet var ockuperat.
Till skillnad från Tyskland och Österrike styrdes dock Japan inte direkt av ockupationsmakten. Den japanske kejsaren tilläts sitta kvar och fick immunitet mot krigsbrott på villkor att han utnämnde en regering som godkänts av de allierade och som gick med på att genomföra de reformer som dikterades av Potsdamdeklarationen, vilka bland annat gjorde Japan till en avrustad parlamentarisk demokrati.